# Daniel Zappelli
Daniel Zappelli, né le 11 janvier 1964, à Lausanne, est un avocat genevois. Il exerce la fonction de procureur général de Genève de 2002 jusqu'à mars  2012.

## Biographie

### Enfance et études
Né à Lausanne, Daniel Zappelli rejoint dès l'âge de 4 ans Fribourg, où il passe son enfance. Son père y est président du Tribunal cantonal de Fribourg. C'est dans cette ville qu'il suit des études de droit à l'Université de Fribourg, terminées par une licence en 1986 puis de droit européen à l'Université d'Exeter terminées l'année suivante. Il obtient finalement son brevet d'avocat en 1989,. 
Il exerce au sein de l'étude genevoise Hauchmann & Monfrini jusqu'en 1996. À cette date, il devient substitut du procureur général Bernard Bertossa. En 2000, il accède au poste de juge au Tribunal de première instance.

### Mandat de procureur général
Le 21 avril 2002, il est élu procureur général de Genève sous l'étiquette du Parti radical face au candidat de l'Alliance de gauche, Jean-Bernard Schmid. Il remporte l'élection avec 50,09 % des suffrages, par 38 890 voix contre 38 752, soit une avance de 138 voix,. Un second dépouillement est nécessaire pour fixer son sort,. Il succède ainsi au procureur général socialiste sortant, Bernard Bertossa. Au terme de son premier mandat, il se représente aux élections judiciaires du 20 avril 2008 face au candidat socialiste François Paychère et est réélu avec 59 % des suffrages, par 54 413 voix contre 37 950, soit une avance de 16 463 voix.  
Durant son mandat, il ferme 96 squats sur les 122 que Genève compte à son arrivée en fonction,, dont l'emblématique RHINO (squat) en 2007. Il soutient également l'accusation lors de grands procès genevois, tel que celui de la Banque cantonale de Genève, ou du meurtre du banquier genevois Édouard Stern,.

### Administration de sociétés offshore
Le 30 mai 2011, une enquête du quotidien suisse Le Temps révèle que Daniel Zappelli serait administrateur de deux sociétés offshore au Panama, Astromar Investments SA et Zigma Marine Services SA,. Si cela s'était avéré véridique, il aurait pu être accusé de conflit d'intérêts. Il est blanchi par les déclarations de son ancien employeur Maitre Monfrini car il s'agit d'une erreur imputable au représentant local à Panama.[réf. nécessaire]

### Démission
En octobre 2011, les quatre premiers procureurs placés sous l'autorité de Daniel Zappelli démissionnent en raison « d’un manque de leadership et d’une politique pénale jugée confuse »,.
Il annonce sa démission de son poste de procureur général le 7 novembre 2011 pour le 31 mars 2012, : «J’ai donc décidé de quitter mon poste de procureur général avec effet au 31 mars 2012... Par respect pour les citoyens et citoyennes qui m’ont élu en 2002 et réélu en 2008, je continuerai à exercer jusque-là ma fonction avec dévouement et assurerai la transition avec celle ou celui qui me succèdera.». C'est la première fois qu'un procureur démissionne à Genève.
Le 1er décembre 2011, le Grand Conseil du canton de Genève choisit l'avocat Olivier Jornot pour lui succéder.
Immédiatement après son départ, il déménage avec sa famille à Dubaï,. En 2017, il exerce comme associé dans un cabinet d'avocat à Genève, où il défend une ancienne élue du parti démocrate chrétien puis candidate auprès du  Mouvement citoyens genevois au Conseil d'État condamnée à trois ans de prison pour avoir détourné un demi-million de francs à sa pupille.